# Estròfia
En la mitologia grega Estròfia (en grec Στροφια) és una nimfa nàiade, filla d'Ismeni (fill d'Apol·lo).
Estava associada a la font del mont Citeró al que donava nom, prop de Tebes i del riu Ismeno, anomenat així pel seu pare. Junt amb la que presidia la seua germana Dirce, eren les dues fonts principals de la regió.